# Suimanga de Fraser
El suimanga de Fraser (Deleornis fraseri) és un ocell de la família dels nectarínids (Nectariniidae).

## Hàbitat i distribució
Habita els boscos de l'Àfrica central, a Guinea, sud de Mali, Sierra Leone, Libèria, Costa d'Ivori, Ghana, Togo, Nigèria, sud de Camerun, illes del golf de Guinea, Guinea Equatorial, Gabon i Congo fins al nord-oest d'Angola.